# Aimo Aaltonen
Aimo Anshelm Aaltonen, född 10 december 1906 i Pargas, död 21 september 1987 i Helsingfors, var en finländsk politiker, partiordförande för Finlands kommunistiska parti (FKP) 1944–1945 och 1948–1966, riksdagsledamot för Demokratiska förbundet för Finlands folk (DFFF) 1945–1962 samt biträdande chef för Statspolisen 1945–1947.

## Biografi
Aaltonen föddes i en arbetarfamilj. Efter att ha gått fyra klasser i folkskolan arbetade han som 13-åring i fabrik, på lantgårdar och byggarbetsplatser och blev sedan timmerman. I sin ungdom var han bland annat aktiv inom Finlands socialistiska arbetarparti (FSAP) och flera socialdemokratiska arbetarföreningar, innan han anslöt sig till det underjordiska FKP år 1927. I slutet av 1920-talet verkade Aaltonen som organisatör inom partiets lokala kommitté i Pargas. 
1930 tog Aaltonen sig över gränsen till Sovjetunionen, där han studerade vid Kommunistiska universitetet för nationella minoriteter i väster i Leningrad, samt genomgick militär utbildning. I januari 1933 återvände han till Finland och organiserade FKP:s underjordiska verksamhet i Nyland, men redan samma höst reste han tillbaka till Sovjetunionen och började studera vid Internationella Leninskolan i Moskva. Han återvände till Finland 1934 och började organisera FKP:s militära gren, men arresterades i januari 1935 och fängslades för uppvigling. Efter att ha spenderat nästan tio år i fängelse frigavs Aaltonen den 25 september 1944, samtidigt som FKP legaliserades till följd av mellanfreden i Moskva samma år. 
I oktober 1944 valdes Aaltonen till partiordförande för FKP. Efter riksdagsvalet 1945 utnämndes han av regeringen till biträdande chef för Statspolisen, och avgick därför från ordförandeposten. Efter att hans karriär inom Statspolisen avslutats i början av 1947 återvände Aaltonen till FKP:s partiledning, och tillträdde åter som partiordförande 1948. Hans ordförandeskap kännetecknades av nej-politik och avoghet gentemot de andra vänsterpartierna. Emellertid blev önskan att samarbeta med hela vänstern allt starkare bland kommunisterna, vilket ledde till att Aaltonen slutligen åsidosattes. 
Efter uteslutningen ur partiets ledning framträdde Aaltonen som en av partioppositionens mest aktiva företrädare. Vid distriktsmötet i Åbo 1966 höll han det sensationella talet "Löss i partiflaggan", vilket ledde till reprimander från ledningen men också uppmuntrade den övriga oppositionen till liknande ställningstaganden. Hans period inom den aktiva politiken avslutades då han pensionerades sommaren 1966. Han fortsatte dock att förekomma i bakgrunden som en viktig rådgivare åt den kvarvarande partioppositionen. Aaltonen avled 80 år gammal 1987, och är begraven på Malms begravningsplats i Helsingfors. 